# Coluche
Coluche (wymowa: [kɔlyʃ]), właśc. Michel Gérard Joseph Colucci (wymowa fr. [miʃɛl ʒeʁaʁ ʒozɛf kɔlytʃi], wymowa wł. [koˈluttʃi]; ur. 28 października 1944 w Paryżu, zm. 19 czerwca 1986) – francuski komik i aktor.

## Życiorys
Jego ojciec – Honorio Colucci, z pochodzenia Włoch, zmarł w 1947 i od tej pory Michel Colucci wychowywany był tylko przez matkę, która z małej pensji musiała utrzymać siebie i troje dzieci. Michel ukończył w 1958 szkołę podstawową i później pracował dorywczo. W 1964 został wcielony do wojska, gdzie został skazany za niesubordynację. Po wyjściu z więzienia i opuszczeniu wojska pracował przez pewien czas z matką w kwiaciarni, ale szybko porzucił to zajęcie, by zająć się tym, co interesowało go bardziej – muzyką i kabaretem.
Śpiewał utwory Borisa Viana, Georges'a Brassensa i Yves’a Montanda, występował w kabarecie Chez Bernadette i La Méthode. Był jednym z założycieli Café de la Gare, otwartej 12 czerwca 1969 kawiarni-teatru, gdzie swoją karierę zaczynał także m.in. Gérard Depardieu i Gérard Jugnot. W związku z problemem alkoholowym, Colucci opuścił zespół w 1970. Rok później założył nową grupę Au vrai chic parisien – Théâtre vulgaire, nazwaną później Le vrai chic parisien, ale ponownie na skutek swojego uzależnienia porzucił zespół i zdecydował się na karierę solową.
W 1974 występował w paryskiej Olympii w przedstawieniu Mes adieux au music-hall. W tym samym roku w telewizji wyemitowany został jego skecz L'histoire d'un mec. Coluche występował w licznych filmach komediowych, m.in. w Skrzydełko czy nóżka (1976) u boku Louisa de Funèsa. W 1984 otrzymał nagrodę Cezara dla najlepszego aktora za rolę w filmie Cześć, pajacu (1983). We francuskiej telewizji Canal+ w latach 1985–1986 prowadził swój własny program, Coluche 1 Faux.
Coluche był założycielem organizacji Les Restos du Cœur, która zajmuje się dożywianiem najuboższych. Zginął w wypadku drogowym na drodze w okolicy Grasse, jadąc z Cannes do Opio. Został pochowany na cmentarzu Montrouge w Paryżu.
Francuski piosenkarz Renaud Séchan, przyjaciel Coluche'a, nagrał w 1988 album pt. Putain de camion (fr. Pierdolona ciężarówka). Tytułowa piosenka dotyczyła śmierci Coluche, potrąconego w czasie jazdy na motocyklu przez samochód ciężarowy.
Jego imię nosi plac znajdujący się na granicy 13. i 14. dzielnicy Paryża. Inauguracja odbyła się 29 października 2006.

## Wybory prezydenckie w 1981

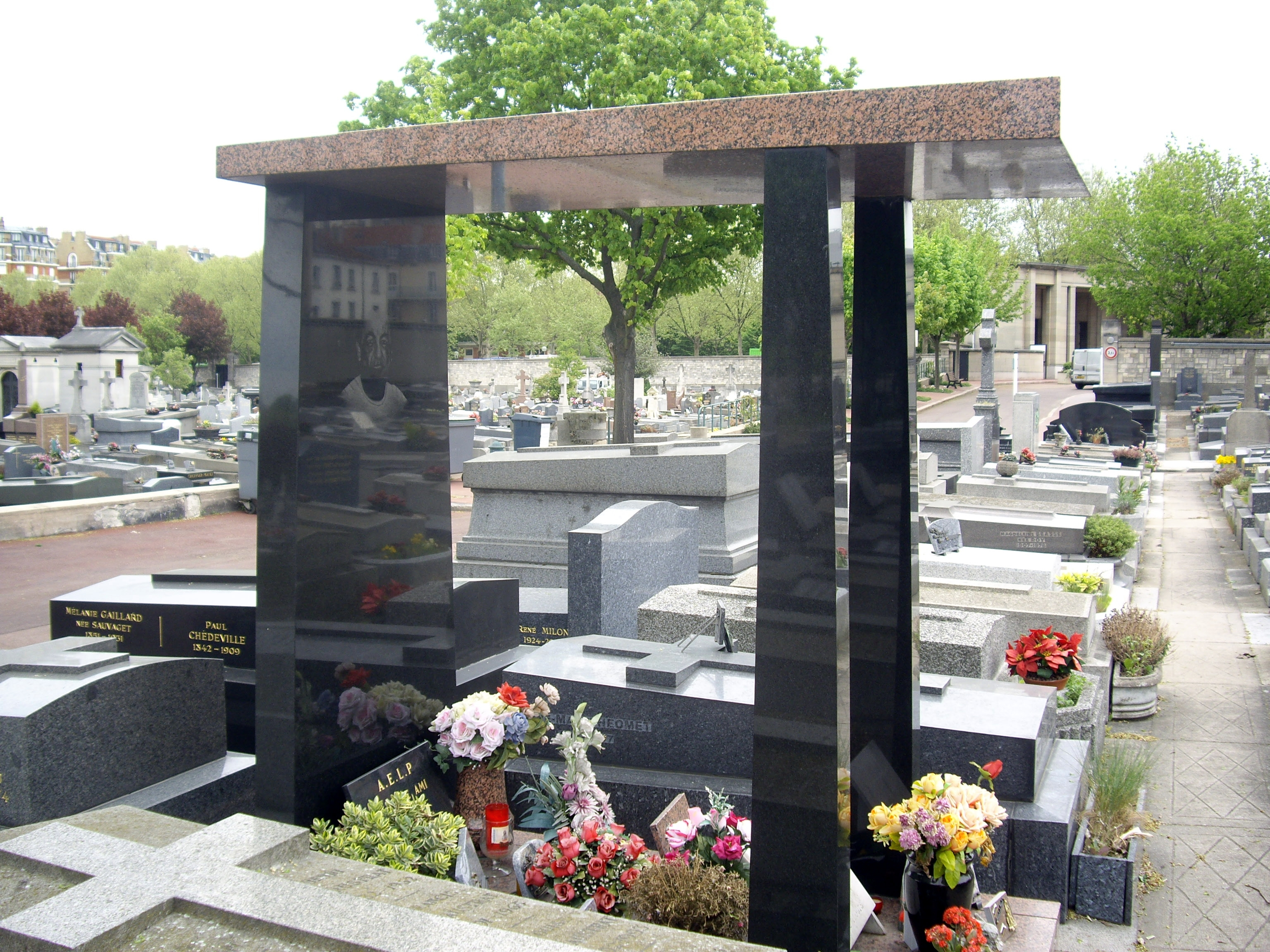
Grób Coluche’a na cmentarzu Montrouge

30 października 1980 Coluche ogłosił chęć startowania w wyborach prezydenckich w 1981. Od początku deklarował, że jest to działanie obliczone na skompromitowanie francuskiego establishmentu, a nie poważna propozycja polityczna. Satyryczny magazyn „Charlie Hebdo”, który został organem prasowym kandydata Coluche, odnotował wzrost sprzedaży, analizy społeczno-polityczne takiej kandydatury zamieszczały największe tytuły prasowe jak „Le Nouvel Observateur”, „Le Figaro”, czy „Le Monde”. Coluche był atakowany przez kontrkandydatów do fotela prezydenckiego, cierpkich wyrazów nie szczędzili mu zawodowi politycy.
Coluche w kampanii wyborczej nie przebierał w słowach. Deklaracja programowa kończyła się zwięzłym apelem: A teraz – odpieprzcie się! Z kolei na okładce „Hara-Kiri”, sympatyzującego z nim miesięcznika satyrycznego, Coluche siedział z opuszczonymi spodniami na sedesie przepasany Legią Honorową, a całości dopełniało wydrukowane na niebiesko–biało–czerwono hasło Bleu–Blanc–Merde (fr. Niebiesko-Białe-Gówno). Aspiracje polityczne Coluche’a popierali aktorzy Jean-Paul Belmondo i Gérard Depardieu. Swoją akcję Coluche postanowił przerwać w kwietniu następnego roku, wycofując się z kandydowania na miesiąc przed wyborami. Wbrew prognozom Coluche'a, który wieszczył reelekcję Valéry’ego Giscard d’Estaing, wybory te przyniosły zwycięstwo François Mitterrandowi.